# Vipavska dolina
Vipavska dolina leži na zahodu Slovenije, na prehodu iz osrednje Slovenije v Furlansko nižino. Od vzhoda proti zahodu se nad dolino dvigujejo planote Nanos, Hrušica in rob Trnovskega gozda. Na jugu Vipavsko dolino od Krasa ločijo Vipavski griči. Na zahodu se Dolina končuje z Goriško ravnjo. Dolina skupaj meri 310 kvadratnih kilometrov, v njej pa živi 63.052 prebivalcev. Povprečna gostota poselitve je 203 ljudje na kvadratni kilometer. Od povirja potoka Močilnika pod Razdrtim do Goriške ravnine ob državni meji z Italijo se razteza Vipavska dolina v dolžino okrog 40 km. V smeri od vzhoda proti zahodu se dolina deli na Zgornjo, Srednjo in Spodnjo Vipavsko dolino. Najbolj poseljena je zgornja.
Dno doline je gladko, po sredini pa teče reka Vipava, ki se na zahodu izliva v Sočo. Submediteransko podnebje Vipavske doline pomembno krojita neprestano menjavanje toplega, vlažnega jugozahodnega vetra, imenovanega mornik, in burje, mrzlega severovzhodnega vetra, ki večkrat zapiha s Trnovske planote. Za dolino so značilne mile zime in zmerno vroča poletja ter okrog 1500 mm letnih padavin z viškoma pozno spomladi in jeseni. Submediteranske naravne značilnosti ima dolina zaradi mešanja celinskih in sredozemskih podnebnih vplivov, ki vplivajo tudi na druge naravne dejavnike. Pri tem gre predvsem za vpliv na hidrološke razmere, rastje in prst, saj v dolini prevladuje eocenski fliš. 
Gozdovi poraščajo le tretjino površja Vipavske doline. Največji naselji doline sta Ajdovščina in Vipava. 

## Galerija
- Spodnja Vipavska dolina z Gorico, pogled s Cerja
- Ženske na polju pri Podragi v času druge svetovne vojne